# Віллем Ґрюнтал-Рідала
Віллем Ґрюнтал-Рідала (ест. Villem Grünthal-Ridala; *30 травня 1885, Куівасту, Муху — †16 січня 1942, Гельсінкі) — естонський поет, перекладач, мовознавець, фольклорист.

## Біографія
Віллем Ґрюнтал-Рідала був сином власника корчми на острові Муху. Спочатку Віллем Ґрюнтал-Рідала відвідував приходську школу в Гелламаа, потім приватну школу в Айзеншмідті та вищу школу Курессааре. З 1905 року він вивчав фінську літературу в Гельсінському університеті. В 1911 році він отримав докторський ступінь.
З 1910 по 1919 роки Віллем Ґрюнтал-Рідала був професором Тартуського університету в Естонії. З 1910 по 1914 він видавав «Естонську літературну газету», ест. Eesti Kirjandus, та газету ест. Üliõpilaste leht з 1914 до 1916 року.
З 1923 року і до своєї смерті Віллем Ґрюнтал-Рідала був професором естонської мови та літератури Гельсінського університету. В 1941 році він отримав докторський ступінь з балто-фінських мов.

## Лірика
Віллем Ґрюнтал-Рідала став відомим завдяки своїм поемам естонською мовою. Епічний твір ест. Toomas ja Mai (1924), а також збірка балад ест. Sinine kari стали взірцевими для естонської поезії того часу. В поемах помітний вплив імпресіонізму, головними мотивами творів є краєвиди його рідного острова та життя поруч з морем. Віллем Ґрюнтал-Рідала належав до естонського літературного руху «Молода Естонія», ест. Noor-Eesti, утвореного в 1905 році.

## Вибрані поеми
- "Villem Grünthali laulud" (1908)
- "Kauged rannad" (1914)
- "Ungru krahv ehk Näckmansgrund"  (1915)
- "Merineitsit" (1918)
- "Saarnak" (1918)
- "Toomas ja Mai" (1924)
- "Tuules ja tormis" (1927)
- "Sinine kari" (1930)
- "Meretäht" (1935)
- "Laulud ja kauged rannad" (1938)
- "Väike luuleraamat" (1969)
- "Valitud värsid" (1986)
- "Püha Rist" (2005; ISBN 9949-13-275-4)